# Danafungia
Danafungia is een geslacht van neteldieren uit de klasse van de Anthozoa (bloemdieren).

## Soorten
- Danafungia horrida (Dana, 1846)
- Danafungia scruposa (Klunzinger, 1879)